# FC Biel-Bienne
FC Biel-Bienne je švýcarský fotbalový klub z města Biel / Bienne. Založen byl roku 1896. 1× byl mistrem Švýcarska. Podle městského znaku jsou klubové barvy červená a bílá.

## Historie
Klub byl založen roku 1896. Postupně se sloučil s několika dalšími kluby. Roku 1911 se přejmenoval na FC Biel-Bienne.
V letech 1927 a 1930 tým vyhrál západní skupinu ligy, ve finálové skupině skončil v obou případech třetí.
Roku 1947 se stal mistrem Švýcarska.
V letech 1913 až 2015 hrál tým na stadionu Gurzelen, od roku 2015 je v Tissot Areně.

## Úspěchy
- 1. švýcarská liga
  - Mistr: 1947
  - 2. místo: 1948, 1960
  - 3. místo: 1927, 1930
- Švýcarský pohár
  - Finalista: 1961